# Grzegorz Józef Romaszkan
Grzegorz Józef Romaszkan (ur. 12 lutego 1809 w Kutach, powiat kosowski, zm. 11 grudnia 1881 we Lwowie), polski duchowny katolicki, arcybiskup lwowski obrządku ormiańskiego.
Pochodził ze szlacheckiej rodziny ormiańskiej Romaszkanów, wywodzącej z Mołdawii. Uczęszczał do gimnazjum w Stanisławowie, później studiował teologię w Seminarium Duchownym (obrządku łacińskiego) we Lwowie. Święcenia kapłańskie przyjął w 1834. Pełnił szereg godności w kapitule ormiańskiej we Lwowie, m.in. był wikariuszem katedralnym, kanonikiem, radcą konsystorialnym, proboszczem. W latach 1861–1876 wchodził w skład Rady Miejskiej we Lwowie, gdzie zajmował się problematyką charytatywną oraz sprawami duszpasterskimi. Od 1845 był wieloletnim dyrektorem banku zastawniczego związanego z Kościołem ormiańskim "Mons Pius".
W czerwcu 1875 po śmierci arcybiskupa Grzegorza Szymonowicza kapituła powierzyła mu obowiązki administratora archidiecezji. W listopadzie t.r. uzyskał nominację cesarską na arcybiskupa, a w kwietniu 1876 zatwierdzenie z Watykanu. 30 kwietnia 1876 r. konsekrowany we Lwowie przez łacińskiego arcybiskupa lwowskiego Franciszka Wierzchlejskiego, a uroczysty ingres Romaszkan odbył 7 maja t.r. Pięcioletni okres sprawowania godności arcybiskupiej upłynął głównie na trosce o sprawy religijne (w 1879 poświęcił kościół św. Grzegorza Odnowiciela w Czerniowcach) oraz materialne kleru i ludności ormiańskiej. Roli politycznej arcybiskup Romaszkan nie odgrywał, chociaż przysługiwało mu miejsce w Sejmie Krajowym i Izbie Panów Rady Państwa w Wiedniu. Był odznaczony Wielkim Krzyżem Orderu Franciszka Józefa.

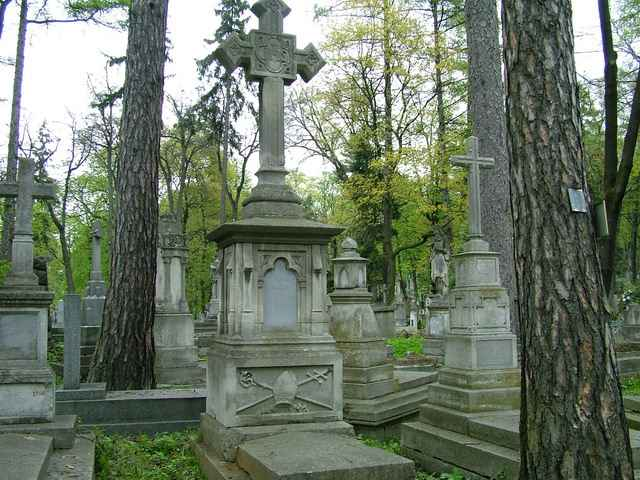
Grób abp. Romaszkana na cmentarzu Łyczakowskim we Lwowie

Zmarł nagle, został pochowany na Cmentarzu Łyczakowskim. Spokrewniony z nim był Kazimierz Romaszkan, XX-wieczny proboszcz personalny Ormian w Polsce.